# 盛岡新幹線車両センター
盛岡新幹線車両センター（もりおかしんかんせんしゃりょうセンター）は、岩手県盛岡市みたけにある東日本旅客鉄道（JR東日本）新幹線統括本部の管轄する東北新幹線の車両基地である。
2002年（平成14年）12月1日から2010年（平成22年）12月3日まで青森県八戸市尻内町に八戸派出が設けられていたが、同年12月4日から青森市油川（青森車両センター・新油川信号場の北西隣）へ移転、青森派出所として開設された。
当センターに配置車両はない。

## 盛岡新幹線車両センター
盛岡駅から約4 km北の地点に位置し、法務省が所有していた少年刑務所第二農場約10 万m2を国、岩手県、日本国有鉄道（国鉄）の三者間で交換を行い、国鉄が農場を取得したものである。建設にあたって、支障する盛岡市営青山墓園の移転と東北電力の鉄塔の移設が行われた。当車両基地（盛岡）の建設費用は16億1,000万円。
敷地の都合、検修職場の用地が取れないことから、隣接する東北新幹線高架下に設けた。

### 主な業務
- 盛岡始発・終着列車の仕業検査・交番検査と融雪作業、夜間留置[2][3]
- 盛岡駅にも社員が常駐している（盛岡新幹線車両センター盛岡駅検査班）
- 大釜駅に設置された台車融雪装置の噴射要否判断および遠隔操作

※ 秋田新幹線盛岡 - 秋田間が悪天候等で区間運休となった場合、盛岡駅で足止めされた（秋田へ向かう予定の）「こまち」車両は当センターまで臨時回送される（いわて沼宮内 - 八戸間の各駅のホーム有効長は12両まで、七戸十和田駅・新青森駅・奥津軽いまべつ駅・木古内駅・新函館北斗駅は10両までしか各々対応していないため）。

### 設備
検修庫
- 仕業検査線 - 2線（現在は交番検査も実施）
  - 検修庫は延長465 m・幅18 m、2線とも融雪設備を有している[2][3]
  - 検査線分岐部に車両洗浄機を1基設置[2][4]

着発収容庫
- 着発収容線 - 6線
  - 豪雪地帯であるため、着発収容線は防雪上屋(屋根)で覆われている（延長420 m・幅28 m [2]）

屋外
- 回送線（入出区線） - 2線
- 引上線 - 1線
- 保守基地
  - 保守基地は確認車留置線（35 m×2線・確認車車庫）、保守用車留置線（150 m×2線・100 m×2線・保守用車車庫）、検修線（70 m・検修庫）、材料線（80 m）、ロングレール運搬車留置線（300 m）、バラスト積込み線（100 m）、機廻線（110 m）から構成される[5]。

### 沿革
- 1981年（昭和57年）8月10日 - 盛岡新幹線第一運転所設置。
- 1987年（昭和62年）4月1日 - 国鉄分割民営化により、JR東日本に継承。
- 1991年（平成3年）3月16日 - 盛岡新幹線運転所に改称[6]。
- 2004年（平成16年）4月1日 - 盛岡新幹線車両センターに改称[7]。
- 2019年（平成31年）4月1日 - 新幹線統括本部設置に伴い、盛岡支社から移管。

## 青森派出所
本車両基地は整備新幹線である東北新幹線 盛岡 - 新青森間の施設として建設されたため、JR東日本が鉄道建設・運輸施設整備支援機構から賃借している。敷地は南北方向に約845m、東西方向に約140 mあり、構内のほぼ中央を「市道森林軌道廃止通り」がアンダーパスで横断している。
国鉄時代1982年（昭和57年）12月時点の環境影響評価では新青森駅の北側に留置線 11本、臨時修繕線 1本、仕業検査線 3本、引上線 1本を有する大規模な青森車両基地が計画されていたが、その後は既存車両基地の留置能力を増強するなど見直しが行われ、青森車両基地は設置しない方針とされた。しかし、JR東日本発足後、山形新幹線、秋田新幹線、北陸新幹線（長野新幹線）の相次ぐ開業により、既存の東京新幹線車両センター、新幹線総合車両センターでは留置能力が不足することから、青森車両基地を設置する方針に変更された。

### 主な業務
- 新青森始発・終着列車の仕業検査・夜間留置。新青森駅（新函館北斗方面）から青森派出所へ単線回送線で結ばれている[11]。下り回送列車は北海道新幹線上り本線と平面交差。新青森駅から1.56 kmの地点に位置する[11]。

※ 豪雪地帯であるため検修線・着発収容線など5線・回送線の一部など、大部分の設備は防雪上屋(屋根)で覆われている。

### 設備
検修庫
- 仕業検修線（359 m） - 1線[8]
  - 仕業検査線には車両故障に対応して台車振替設備が1基あり、抜き取った台車を台車搬出線へ移動できる[12][11]
- 融雪線（359 m） - 1線[8]

仕業検査庫
- 着発収容線（334 m）- 3線[8]

屋外
- 引上線（304.6 m） - 1線（車庫入口寄り回送線横。車両洗浄機設置[11])
  - 引上線と保守基地は屋外である[11]。
  - 保守基地は確認車留置線（100 m）、検修線（210 m）、保守用車留置線（150 m×2線）、機廻線、ロングレール運搬車留置線（230 m）、引上線×2線などから構成される[8]。

### 沿革
- 2002年（平成14年）12月1日 - 東北新幹線八戸開業により、盛岡新幹線運転所 八戸派出設置。
- 2004年（平成16年）4月1日 - 盛岡新幹線車両センター 八戸派出に改称。
- 2009年（平成21年）3月16日 - 新青森駅方面への延伸工事のため、八戸派出の一部機能（電留線・引上線）を停止[13][14]。
  - 6月より電留線建屋解体開始、12月までに電留線部分は本線化された[14]。
- 2010年（平成22年）
  - 4月1日 - 開業準備のため、盛岡新幹線車両センター 新青森開業準備派出を設置（助役1人を含む3人体制）。
  - 12月3日 - 新青森延伸を翌日に控え、八戸派出を廃止。
  - 12月4日 - 東北新幹線全線開業（新青森駅延伸）に伴い移転され盛岡新幹線車両センター青森派出所として開設。

### 八戸派出
八戸開業に伴い、仕業検査・清掃などを行うために開設された。ただし、設備的には八戸駅構内の一部とされていた。場所は八戸駅から新青森方に約1 kmの場所に設けられていたが、新青森開業に伴い、不要となることから施設は全面撤去・解体されている。
新青森開業時には、新設される青森車両基地に移転することが決まっていたことから、撤去を前提とした施設とされていた。具体的には電留線検修庫内には防音壁、電車線、架線柱などが将来計画として設置されていた。

#### 設備
- 着発収容線（電留線） - 2線：延伸前の新青森方への本線2線を使用 [16][17]
- 検修線 - 1線 [16]。電留線と検修線は建屋構造となっていた[17]
- 引上線 - 1線 [16]

いずれも12両編成に対応した設備となっていた。車両洗浄機が1基設置されていた。このほか、管理棟が設けられていた。
新青森方面への延伸工事のため、2009年（平成21年）3月に電留線2線と引上線の使用が停止された（検修線のみ残存）。電留線は新青森方面への本線（曲線）となるため、カントが付けられた。検修線と建屋、管理棟などの施設は新青森開業の前日まで使用された後、2011年に撤去・解体されている。
なお、撤去工事で発生した本線および側線の車止め、枕木130本などは七戸保守基地・青森保守基地の資材として転用した。車両の検査機器類も青森派出所に移設した。

## 備考
- 北海道新幹線開業後も当センター青森派出所構内および新青森駅新幹線ホーム（当センター回送線分岐点までの区間も含む）は現行通り「JR東日本新幹線統括本部管内」として扱われている（新函館北斗駅まで直通する列車は新青森駅にてJR東日本・JR北海道相互間乗務員交替を実施。北海道新幹線の車両基地は新函館北斗駅南東側の亀田郡七飯町飯田町地区に設置）。
- 当センター盛岡本所分岐点以北の東北新幹線上下本線は架線吊架方式がコンパウンドカテナリ式（耐荷速度320km/h）から重シンプルカテナリ式に変わるため、盛岡以北は北海道新幹線も含め最高速度が260km/hに制限されている（青函トンネルを挟む新中小国信号場 - 木古内間は在来線貨物列車との共用区間であるため160km/h制限）。